# Урихтау
Урихтау — нефтегазоконденсатное месторождение расположено в Мугалжарском районе Актюбинской области Казахстана, в 180 км к югу от г. Актобе. Непосредственно граничит с разрабатываемым месторождением Жанажол и месторождением Кожасай. Ближайший магистральный нефтепровод Атырау—Орск находится в 100 км. Относится к Восточно-Эмбинской нефтегазоносной области.
Месторождение открыто в 1983 г. В начале была открыта газоконденсатная часть, а затем обнаружена нефтяная залежь.
Нефтяная залежь на глубинах 2900—3000 м расположена в южной части площади.
Нефть нефтяной оторочки легкая, с плотностью 507 кг/м³, сернистая (0,59 %), парафинистая (7,4 %), смолистая. Углеводородный состав: метановые 53,2 %, нафтеновые 41 %, ароматические 6 %.
Газ, растворенный в нефти, по составу тяжелый, этан содержащий, доля тяжелых углеводородов достигает 10 %, метана 79,4 %. Газ содержит до 4,17 % сероводорода, 1,86 % азота и 1,95 % диоксида углерода.
Газ газоконденсатной части залежи содержит: 11% тяжелых углеводородов, 81,36 % метана, 2,И% сероводорода, 2 % азота и 2,44 % углекислого газа.